# 机械论

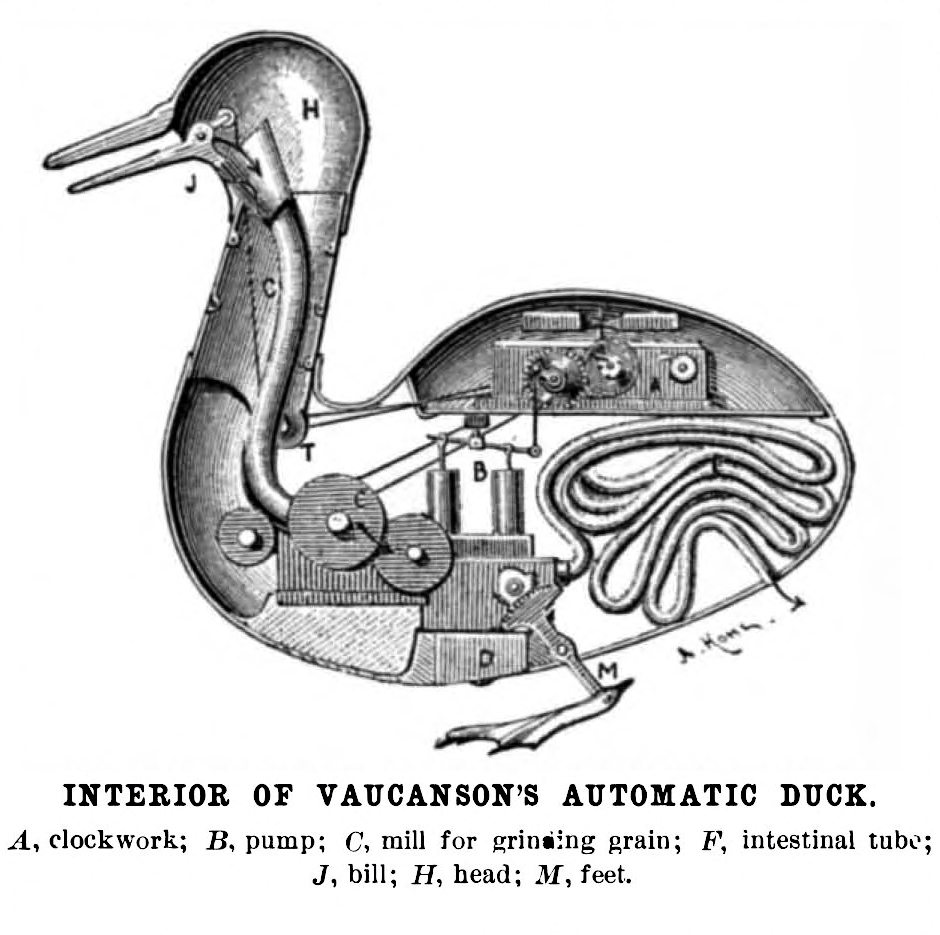
可以模拟消化的自动机鸭

机械论（Mechanism）是一种对于自然界的信念，认为自然界整体就是一个复杂的机器或工艺品，其不同组成部分间并没有内在联系。在此观点看来，物体或生物的行为可以从其组成部分和外界影响上来解释。
哲学中的机械论观点有两种不同的指向；其都是形而上学的观点，但有着不同的运用领域：第一个用于讨论自然界，第二个用于讨论人和人的心灵。为明确起见，我们或许可以将此两者分别称为宇宙机械论（universal mechanism）和人类机械论（anthropic mechanism）。